# Kirrweiler (Pfalz)
Kirrweiler (Pfalz) – miejscowość i gmina w Niemczech, w kraju związkowym Nadrenia-Palatynat, w powiecie Südliche Weinstraße, wchodzi w skład gminy związkowej Maikammer. Od 1 lipca 2014 do 8 czerwca 2015 wchodziła w skład gminy związkowej Edenkoben.

## Współpraca
Miejscowości partnerskie:
- Kirrweiler, Nadrenia-Palatynat
- Kirviller, Francja